# دوکوزات
دوکوزات (Docusate) یک مسهل (نرم کننده مدفوع) می‌باشد٬ این دارو با افزودن چربی و آب به داخل توده مدفوع٬ برای نرم کردن و جلوگیری از خشک شدن مدفوع به کار می‌رود .
این دارو با از بین بردن یبوست گاه به گاه و جلوگیری از خشک شدن مدفوع ٬باعث می‌شود اجابت مزاج نرم تر و آسان تر صورت گیرد.
دوکوزات برای درمان یا جلوگیری از یبوست، و کاهش درد یا آسیب رکتوم ناشی از مدفوع سخت ناشی از زور زدن در هنگام دفع مدفوع استفاده می‌شود.